# Трешњевка - југ
Трешњевка - југ је градска четврт у самоуправном уређењу града Загреба.
Градска четврт је основана Статутом Града Загреба 14. децембра 1999. године.
По подацима из 2001. године површина четврти је 9,84 km², а број становника 67.162.
Четврт обухвата део Загреба јужно од Славонске (Загребачке) авеније, западно од Савске цесте (Савсјиг пута), северно од Саве, а источно од Савске Опатовине.
У четврти се налази неколико старих села (Хорвати), али већина становника живи у високоурбанизованим насељима, као што су, Средњаци, Гајево, Јарун, Кнежија, Пречко и Врбани.
У четврти се између осталог, налази језеро Јарун, омиљено одредиште Загрепчана, па се понекад цело подручје (осим Кнежије и Пречког) назива Јарун.